# Assembly (альбом)
Assembly (рус. Ассамблея) — пятый студийный альбом норвежской метал-группы Theatre of Tragedy, выпущенный 16 апреля 2002 года на лейбле Nuclear Blast.

## Об альбоме
Это последний альбом группы, в записи которого принимала участие Лив Кристин. После записи группа уволила вокалистку, ссылаясь на музыкальные разногласия, отправив ей письмо по электронной почте.
В альбоме группа продолжила отход от готик-метала к более электронному звучанию. AllMusic отозвался о их новом стиле как о «смеси Siouxsie and the Banshees и Ace of Base».
На специальном издании также присутствовал бонус-трек — «You Keep Me Hanging On», кавер-версия песни американской группы The Supremes.
Альбом был переиздан 27 июля 2009 лимитированным изданием всего в 2000 экземпляров.

## Обложка
Обложку для альбома нарисовал Томас Эверхард (Thomas Ewerhard), который в будущем создал обложки для двух следующих студийных альбомов Storm и Forever Is the World.

## Список композиций
| №   | Название          | Длительность |
| --- | ----------------- | ------------ |
| 1.  | «Automatic Lover» | 4:26         |
| 2.  | «Universal Race»  | 3:29         |
| 3.  | «Episode»         | 3:35         |
| 4.  | «Play»            | 3:24         |
| 5.  | «Superdrive»      | 3:48         |
| 6.  | «Let You Down»    | 2:55         |
| 7.  | «Starlit»         | 4:07         |
| 8.  | «Envision»        | 3:51         |
| 9.  | «Flickerlight»    | 3:45         |
| 10. | «Liquid Man»      | 4:17         |
| 11. | «Motion»          | 4:42         |

| №   | Название                      | Длительность |
| --- | ----------------------------- | ------------ |
| 12. | «You Keep Me Hanging On»      | 3:59         |
| 13. | «Let You Down» (ремикс)       | 5:52         |
| 14. | «Motion» (Funker Vogt ремикс) | 5:48         |

## Участники записи

### Группа
- Лив Кристин — вокал
- Рамонн Иштван Рохоньи — вокал
- Франк Клёуссен — гитара
- Вегард К. Торсен — гитара
- Лорентс Аспен — клавишные и синтезатор
- Хейн Фроде Хансен — ударные

Активно использовались вокальные аранжировки

### Производство
- Jukka Puurula — инженерия
- Mika Jussila — мастеринг
- Hiili Hiilesmaa — продюсирование
- Thomas Ewerhard — графическое оформление